# 唐川真
唐川 真（からかわ まこと）は、日本の男性歌手、音楽プロデューサー、ソングライター、編曲家。北海道出身。

## 略歴
自主制作したオリジナル・アルバムが大手レコード会社に認められ、1998年に作曲家としてデビュー（米倉千尋 / Strawberry Fields）。2003年からはCM曲やイベント用サウンドロゴの制作なども行う。2006年、長崎市の音楽制作会社業務に携わり、拠点を長崎市に移す。長崎ではレーベルを主宰し、音楽制作のほか、若手ミュージシャンの育成、音楽配信などを手がけた。2013年に首都圏に拠点を戻したが、長崎県を拠点に活動する女性アイドルグループ「MilkShake(ミルクセーキ)」プロジェクトに、音楽プロデューサー・作曲家として参加するなど、現在も長崎との縁は深い。ラジオ番組「唐川真のサウンド見聞録」を自社制作しパーソナリティを務めている。同番組の「ベイ・シティ・ローラーズ特集」は、国内のみならず、インターネットでのサイマルキャストによって欧米のファンの間でも聴かれ話題となり、また、10ヶ月に渡り行われたポール・マッカートニーのレア作品特集が一部のマニアから絶賛されるなど、広く注目された。

## ディスコグラフィー
- ベスト・アルバム 「マルコ.ポール」 1999年
- 3rd アルバム「To ME」 2003年
- 4th アルバム「BABY BABY featuring GIRLS!」 2007年
- 5th アルバム「FUSEKI」 2009年
- マキシシングル「愛と平和の街 / Tune Of Us」 2012年

## 楽曲提供
- 米倉千尋
  - 「Strawberry Fields」（作曲） 作詞：西脇唯、編曲：亀田誠治 「さくらんぼテレビジョン」イメージソング。
  - 「夢見るBlue Moon」（作詞・作曲） 編曲：亀田誠治
- SWAN 「春のコート」（作詞・作曲・編曲）
- pirolina
  - 「ひろ 3/4」（作曲・編曲） 作詞：pirolina 「インテリジェンス」TVCMタイアップ。
  - 「ララコープのうた」（作曲・編曲） 作詞：ララコープ/唐川真 「ララコープ」CMソング。
- MilkShake(ミルクセーキ)（「長崎県ご当地アイドル」）
  - 「ミルクセーキ大作戦 / Just 2 of us」（作曲・編曲） 作詞：SHIZUKA
  - 「WhatAFantaG★」（作曲・編曲） 作詞：SHIZUKA
  - 「日曜日は大キライ」（作詞・作曲） 編曲：ヒロヒロユキ
  - 「Say it ! / 手をつなごう」（作曲・編曲） 作詞：SHIZUKA
  - 「いじやぜ」「Shi・shi・n」（作曲・編曲） 作詞：SHIZUKA
  - 「Flyaway」（作詞・作曲・編曲）
  - 「DEJIMAらぷそでぃ / My Destination」（作曲・編曲） 作詞：SHIZUKA
  - 「Midnight Monologue / ジキル&ハイド」（作曲・編曲） 作詞：SHIZUKA
- SHIZUKA
  - 「OverTure～It's MilkShake!」（作詞・作曲・編曲）
  - 「少年の10月」（作詞・作曲・編曲）
  - 「キミはキミらしく」（作詞・作曲・編曲）
    - 米倉千尋「Strawberry Fields」オリジナルバージョン」

## メディア出演

### ラジオ
- 「唐川真のサウンド見聞録」
  - 金曜日 22：00 / 火曜日 11:30 （長崎シティFM）2009年〜
  - 火曜日 20：30 / 木曜日 19:30 （エフエムくしろ）2012年〜

## その他
音源研究家としての一面を持っており、以下のアーカイブが公開されている。
- フィル・スペクター極悪人説（フィル・スペクターによる The Long And Winding Road コード改変疑惑についての考察）
- Led Zeppelin / Burn That Candle（レッド・ツェッペリン LIVE 研究）
- 高浪慶太郎 feat.PIZZICATO FIVE（高浪慶太郎へのインタビュー）